# 현풍 곽씨
현풍 곽씨(玄風 郭氏)는 대구광역시 달성군 현풍읍을 본관으로 하는 한국의 성씨이다.

## 역사
시조 곽경(郭鏡)은 1138년(고려 인종 16년) 과거에 급제하여 문하시중 평장사(門下侍中平章事)를 지냈고, 금자광록대부(金紫光祿大夫)에 올랐으며, 포산군(苞山君)에 봉해졌다고 전해진다. 조선 시대에 이르러 포산현(苞山縣)이 현풍(玄風)으로 개칭됨에 따라 현풍(玄風)을 본관(本貫)으로 삼았다. 1930년 곽경의 묘지에서 출토된 지석(誌石)에 따르면, 곽경(郭鏡)은 중국 관서(關西)의 홍농인(弘農人)으로 고려에 귀화하였다고 한다. 또한 지석에 의하면 곽경은 북송 휘종 정화 7년 송나라 대합관 곽여겸(郭如謙)의 아들로 태어났다고 한다. 매년 5월 첫째 일요일에는 경기도 용인시 백암면 박곡리에 있는 대덕사에서 시조의 시향제를 지내고 있다.
『씨족원류』에 의하면 시조 곽기정(郭基正)은 고려조의 전리의랑(典理議郞)이었다고 한다. 증손인 곽원진(郭元振)이 1310년(충선왕 2) 좌대언(左代言)에 올랐다.
현풍 곽씨는 조선시대 문과 급제자 34명을 배출하였다.

## 본관
조선시대 현풍현(玄風縣)은 지금의 현풍·옥포·구지·유가·논공 일대를 관할했다. 

## 분파
조선 전기에 곽기정(郭基正)의 후손들은 경기도(京畿道), 전라도(全羅道), 평안도(平安道) 지역으로 세거지(世居地)를 확대해 나갔으며 곽한정(郭漢正)의 후손들은 관향지(貫鄕地)인 현풍(玄風)을 중심으로 영남일대에 세거지를 넓혀감으로써, 현풍곽씨는 기호계(畿湖系)와 영남계(嶺南系)로 나뉘게 되었다.
《현풍곽씨세보(玄風郭氏世譜)》에 의하면 현풍곽씨는 선산(善山), 해미(海美), 강릉(江陵), 봉산(鳳山) 등의 별관을 사용하였으나 그들 족보의 첫 머리에 모두 시조를 곽경으로 하는 현풍곽씨의 후손이라고 했으므로 1976년 병진대동보(丙辰大同譜) 편찬 때 대종회 의결로 현풍으로 명칭을 통일하였다고 한다. 그러나 선산 곽씨는 분관조 곽우현(郭佑賢)을 곽경의 6대손으로 연계하면 연대가 맞지 않는다 하여 1979년에 별도로 족보를 편간하였다.

## 인물
- 곽원진(郭元振) : 호는 석천(石川). 아버지는 밀직부사를 지낸 곽돈효(敦孝)이며, 어머니는 조운경(趙雲卿)의 딸이다. 문과에 급제하고 1306년(충렬왕 32) 총랑(摠郎)으로서 원나라에 성절사로 파견되었다. 1310년(충선왕 2) 좌대언(左代言)을 거쳐 성균제주 진현관제학(成均祭酒進賢館提學)에 이르렀다.
- 곽월(郭越, 1518년 ~ 1586년) : 남원부사
- 곽준(郭䞭, 1551년 ~ 1597년) : 안음현감
- 곽재우(郭再祐, 1552년 ~ 1617년) : 동지중추부사(同知中樞府事), 한성부우윤, 의병장.
- 곽종석(郭鍾錫, 1846년 ~ 1919년) : 의정부 첨찬. 파리장서 대표
- 곽상훈(郭尙勳, 1896년 ~ 1980년) : 독립운동가. 제1~5대 국회의원. 제4대 국회의장.
- 곽종원(郭鍾元, 1915년 ~ 2001년) : 한국문화예술진흥원 원장. 건국대학교 총장.
- 곽영달(郭泳達, 1934년 ~ ) : 제14대 국회의원
- 곽정출(郭正出, 1937년 ~ ) : 제11·12·14대 국회의원
- 곽치영(郭治榮, 1941년 ~ ) : 제16대 국회의원. 한국위치정보 회장.
- 곽결호(郭決鎬, 1946년 ~ ) : 제9대 환경부 장관
- 곽인희(郭仁熙, 1949년 ~ ) : 제7·8·9대 김제시장
- 곽성문(郭成文, 1952년 ~ ) : 제17대 국회의원. 한국방송광고진흥공사 사장.
- 곽대훈(郭大勳, 1955년 ~ ) : 제20대 국회의원, 전 대구 달서구청장
- 곽상도(郭尙道, 1959년 ~ ) : 검사 출신 제20대 국회의원
- 곽상욱(郭相煜, 1964년 ~ ) : 제10·11대·12대 경기도 오산시장
- 곽태근(郭太根, 1977 ~ ) : 배우, 예명 지성

## 항렬자
- 충익공파(중시조로 1세)

| 24세     | 25세   | 26세     | 27세   | 28세     | 29세   | 30세     | 31세   | 32세     | 33세   |
| -------- | ------ | -------- | ------ | -------- | ------ | -------- | ------ | -------- | ------ |
| 口진(鎭) | 주(柱) | 口찬(燦) | 지(址) | 口곤(坤) | 종(鍾) | 口영(濚) | 동(東) | 口섭(燮) | 재(在) |

- 교리공파(중시조로 1세)

| 25세     | 26세   | 27세     | 28세   | 29세     | 30세   | 31세     | 32세   | 33세     |
| -------- | ------ | -------- | ------ | -------- | ------ | -------- | ------ | -------- |
| 口중(重) | 시(時) | 口종(鍾) | 한(漢) | 口상(相) | 변(變) | 口기(基) | 진(鎭) | 口태(泰) |

- 주부공파(중시조로 1세)

| 23세     | 24세   | 25세     | 26세   | 27세     | 28세   | 29세     | 30세   | 31세     | 32세   |
| -------- | ------ | -------- | ------ | -------- | ------ | -------- | ------ | -------- | ------ |
| 口만(萬) | 진(鎭) | 口서(瑞) | 윤(潤) | 口근(根) | 형(炯) | 口규(圭) | 종(鍾) | 口준(準) | 구(九) |

## 같이 보기
- 청주 곽씨
- 해미 곽씨
- 선산 곽씨
- 봉산 곽씨

## 인구
- 2000년 140,283명
- 2015년 166,608명